# رینولد بیشلر
رینولد بیشلر (آلمانی: Reinhold Bichler؛ ۱۹ ژانویه ۱۹۴۷) مورخ تاریخ باستان اتریشی است.
او بعد از فارغ‌التحصیلی از دبیرستان در اینسبروک در سال ۱۹۶۵، در دانشگاه اینسبروک از سال ۱۹۶۶ تا ۱۹۷۴ تاریخ باستان، تاریخ و فلسفه خواند. او بین سال‌های ۱۹۷۳ و ۱۹۷۴ در دانشگاه به عنوان مدرس در مؤسسه تاریخ باستان کار می‌کرد و در سال ۱۹۷۴ با دفاع از پایان‌نامه، دکترا گرفت و به عنوان استادیار، منصوب شد. او در سال ۲۰۱۳ بازنشسته شد.
بیشلر یکی از اعضای مرتبط با مؤسسه باستان‌شناسی آلمان و آکادمی علوم اتریش است.
بیشلر به تاریخ‌نگاری و قوم‌نگاری باستانی (به ویژه هرودوت) و همچنین به تاریخ اندیشه‌ها در دوران باستان (به ویژه به آرمانشهرهای باستانی) می پردازد. او همچنین خود را وقف نظریه و تاریخ علم کرده است. او در حال حاضر مشغول کار بر روی جلد دوم «تاریخ آرمان‌شهر باستان» و مطالعات تاریخ‌نگاری یونانی، به‌ویژه کتزیاس و بروسوس است.

## آثار
- Historiographie – Ethnographie – Utopie. Gesammelte Schriften, hrsg. von Robert Rollinger und anderen:
  - Band 1: Studien zu Herodots Kunst der Historie (= Philippika. Marburger altertumskundliche Abhandlungen. Band 18,1). Harrassowitz, Wiesbaden 2007, ISBN 978-3-447-05616-8.
  - Band 2: Studien zur Utopie und der Imagination fremder Welten (= Philippika. Marburger altertumskundliche Abhandlungen. Band 18,2). Harrassowitz, Wiesbaden 2008, ISBN 978-3-447-05857-5.
  - Band 3: Studien zur Wissenschafts- und Rezeptionsgeschichte (= Philippika. Marburger altertumskundliche Abhandlungen. Band 18,3). Harrassowitz, Wiesbaden 2010, ISBN 978-3-447-06145-2.
  - Band 4: Studien zur griechischen Historiographie (= Philippika. Marburger altertumskundliche Abhandlungen. Band 18,4). Harrassowitz, Wiesbaden 2016, ISBN 978-3-447-10607-8.
- Herodots Welt. Der Aufbau der Historie am Bild der fremden Länder und Völker, ihrer Zivilisation und ihrer Geschichte. Akademie-Verlag, 2., unveränderte Auflage, Berlin 2001, ISBN 3-05-003429-7.
- zusammen mit Robert Rollinger: Herodot (= Studienbücher Antike. Band 3). 2. Auflage, Olms, Hildesheim u. a. 2001, ISBN 3-487-10931-X.
- Geschichte der antiken Utopie. Band 1: Von der Insel der Seligen zu Platons Staat (= Alltag und Kultur im Altertum. Band 3). Böhlau, Wien u. a. 1995, ISBN 3-205-98011-5.
- „Hellenismus“. Geschichte und Problematik eines Epochenbegriffs (= Impulse der Forschung. Band 41). Wissenschaftliche Buchgesellschaft, Darmstadt 1983, ISBN 3-534-08801-8.